# Kilcoole
Kilcoole is een plaats in het Ierse graafschap County Wicklow. De plaats telt 3.252 inwoners. Het dorp heeft een station aan de lijn Dublin - Rosslare, dat een zeer beperkte dienstregeling heeft.